# Pollicipora fucata
Pollicipora fucata is een mosdiertjessoort uit de familie van de Polliciporidae. De wetenschappelijke naam van de soort is voor het eerst geldig gepubliceerd in 2000 door Moyano.